# Ostara
Ostara – święto sięgające do tradycji wierzeń germańskich obchodzone przez wiccan i wyznawców rodzimowierstwa germańskiego w tym Asatru, tzw. mały sabat, obchodzony między 21 a 23 marca (na półkuli południowej między 21 a 23 września), związany z radosnym momentem wiosennego zrównania dnia i nocy. Nazwa święta pochodzi od imienia germańskiej bogini Ostary (lub Eostre), stanowiącej uosobienie wiosny, budzącego się życia i powracającej wegetacji. Trudno dociec jak pierwotnie wyglądała, obecnie wyobraża się ją jako młodą dziewczynę w białej szacie i wianku wiosennych kwiatów. Często towarzyszy jej zając – święte zwierzę bogini. 
Ostara wyznacza początek wiosny. Symboliczny moment kiedy dzień (światło) wygrywa z nocą (ciemnością) jest początkiem okresu radości, płodności i rozmnażania się. 
Tradycyjnym symbolem tego dnia jest jajko, które symbolizuje odrodzenie i powstanie nowego życia. Podobnie w tradycji chrześcijańskiej jajko jest symbolem związanym z Wielkanocą, która ma miejsce w pierwszą niedzielę po pierwszej wiosennej pełni Księżyca. 
Zwyczajem praktykowanym tego dnia jest sadzenie kwiatów, drzew i ziół.